# جوزيه بريونز
جوزيه بريونز هو محامي فلبيني، (و. 1916  م).